# Vichy Célestins
Vichy Célestins (в русской транскрипции передаётся как Виши Селестен) — французская марка минеральной воды, изготавливаемая на заводе Societe Commerciale d Eaux Minerales Du Bassin De Vichy, Франция входящем в Консорциум GIE ROXANE SAINT AMAND FACTURATION, Франция
Эксклюзивным импортером и  дистрибьютором  природной минеральной воды  Vichy Célestins на территории России  является ООО "Аква-Термале".
Источник этой минеральной воды, названный Les Célestins, расположен в северных отрогах Центрального массива на правом берегу реки Алье в городе Виши на юго-востоке департамента Алье.
Vichy Célestins является минеральной водой, происходящей из природного подземного источника. Выходящая из родника вода имеет постоянную температуру 17,3 °C и обладает природной газацией.
Из воды отделяется содержащийся в ней углекислый газ и её обезжелезивают. Затем, в процессе бутилирования, газ вводится обратно в тех же пропорциях.

## Химический состав водыVichy Célestins
- Vichy Célestins принадлежит к группе высокоминерализированных вод.

| Элементы                 | Количество в мг/дм³ |
| ------------------------ | ------------------- |
| Кальций (Ca2+)           | 99                  |
| Магний (Mg2+)            | 8,4                 |
| Натрий (Na+)             | 1196                |
| Калий (K+)               | 66,5                |
| Гидрокарбонаты (HCO3-)   | 3019,5              |
| Сульфаты (SO42–)         | 147,7               |
| Хлориды                  | 239,8               |
| Фториды                  | 6,1                 |
| Сухой остаток при 180 °C | 3235                |
| pH                       | 6,8                 |

Источник: Результат анализа лаборатории контроля воды Института Луизы Бланке, Клермон-Ферран (2011)

## История
- Источник Les Célestins был передан в общественное пользование декретом императора Франции Наполеона III 23 января 1861 года.
- Источник воды находится на месте, где в 1410 году была основана монашеская обитель целестинцев, от которой в наше время осталось только несколько стен.
- В 1993 году компания Castel, руководствуясь решением Европейской комиссии, выкупила минеральные воды Виши за 800 миллионов франков у группы Nestlé.
- Долгое время вода Виши рекомендовалась при расположенности к почечнокаменной болезни.

## Vichy Célestinsв наше время
- Бутилирование минеральных вод Vichy Célestins и Vichy Saint-Yorre в настоящее время производится под контролем компании Société Commerciale d’Eaux Minérales du Bassin de Vichy (SCBV).
- Минеральная вода Vichy Célestins бутилируется на том же заводе, что и вода Vichy Saint-Yorre, расположенном в коммуне Сен-Йор, неподалёку от Виши.
- Предприятие обеспечивает 219 рабочих мест.
- Объём производства составляет 200 миллионов бутылок в год.
- Годовой объём продаж составляет 50 миллионов Евро.
- Бутилированная минеральная вода Vichy Célestins импортируется в Россию.